# Krayenberg
Der Krayenberg ist ein 428,3 m hoher, kegelförmiger Berg  im Wartburgkreis in Thüringen.
Der Krayenberg befindet sich im Werratal, acht Kilometer westlich von Bad Salzungen zwischen der Krayenberggemeinde und dem Bad Salzunger Ortsteil Tiefenort. Der Berg gehört zum Salzunger Werrabergland. Der Name des Berges verweist auf die in Gipfellage gelegene Krayenburg, heute ein beliebtes Ausflugsziel im Werratal. Im Gelände der Burgruine entstanden ein Hotel und ein Sendemast. 
Zum Höhenzug gehört auch der östlich folgende bewaldete Nebengipfel Augenschein (⊙ 327,5 m ü. NHN).